# اوبرندورف آم نکا
شهر اوبرندورف آم نکا (به آلمانی: Oberndorf am Neckar) در ایالت بادن-وورتمبرگ در جنوب غربی کشور آلمان واقع شده‌است.